# Maoritomella tarrhion
Maoritomella tarrhion é uma espécie de gastrópode do gênero Maoritomella, pertencente a família Borsoniidae.